# Rootsman Skanking
Rootsman Skanking è un album di Bunny Wailer, pubblicato dalla Shanachie Records nel 1986. Il disco fu registrato al Harry J's Recording Studio ed al Channel 1 Studios di Kingston, Jamaica.

## Tracce
Lato A
1. Ballroom Floor – 2:59 (Bunny Wailer)
2. Collyman – 3:45 (Bunny Wailer)
3. Dance Rock – 2:56 (Bunny Wailer)
4. Gamblings – 3:29 (Bunny Wailer)
5. Rootsman Skanking – 3:29 (Bunny Wailer)

Lato B
1. Cool Runnings – 3:26 (Bunny Wailer)
2. Cry to Me – 3:40 (Bunny Wailer)
3. Rock 'n Groove – 3:22 (Bunny Wailer)
4. Another Dance – 3:00 (Curtis Mayfield)
5. Jammins – 2:57 (Bunny Wailer)

## Musicisti
- Bunny Wailer - voce, batteria elettrica
- The Radics
- Keith Sterling - tastiere
- Headley Bennett - strumenti a fiato
- Dean Fraser - strumenti a fiato
- Ronald Nambo Robinson - strumenti a fiato
- Robbie Shakespeare - basso
- Sly Dunbar - batteria